# Alexei Abrikosov
Alexei Alexeevici Abrikosov (în rusă Алексей Алексеевич Абрикосов; n. 25 iunie 1928, Moscova, RSFS Rusă, URSS – d. 29 martie 2017, Palo Alto, California, SUA) este un fizician rus, laureat al Premiului Nobel pentru Fizică în 2003 împreună cu Vitali Ghinzburg și Anthony Leggett pentru contribuțiile de pionierat în domeniul teoriei superconductorilor și superfluidelor.În 1966, Alexei Abriskov a fost decorat cu Premiul Lenin. 

## Publicații
- Abrikossow, Gor'kov: Quantum field theory methods in statistical physics., 1961